# Martín Orozco Sandoval
Martín Orozco Sandoval, né le 25 juin 1967 à Santa María de los Ángeles, est un homme politique mexicain, membre du Parti Action nationale (PAN). Il est gouverneur de l'État d'Aguascalientes de 2016 à 2022.

## Biographie
Après des études à l'Université panaméricaine, Martín Orozco Sandoval exerce la profession de comptable.
Membre du parti de droite Action nationale (PAN) depuis 1998, il est secrétaire au Développement social de la municipalité d'Aguascalientes de 1999 à 2001, puis député au Congrès de l'État d'Aguascalientes de 2001 à 2004. Il est ensuite maire de la ville d'Aguascalientes entre 2005 et 2007.
En 2010, il est candidat au poste de gouverneur d'Aguascalientes mais est battu par José Carlos Lozano de la Torre. Le 1er juillet 2012, il est élu sénateur au Congrès de l'Union et le demeure jusqu'à sa démission le 4 février 2016, quand il décide de postuler de nouveau au poste de gouverneur de l'État d'Aguascalientes le 6 juin suivant. Élu avec 43,81 % des voix face à la candidate du Parti révolutionnaire institutionnel (PRI), Lorena Martínez Rodríguez, il entre en fonction le 1er décembre pour un mandat de six ans.